# Lars Michaelsen
Lars Michaelsen (* 13. März 1969 in Kopenhagen) ist ein ehemaliger dänischer Radrennfahrer.
Michaelsen wurde 1994 bei Catavana-AS Corbeil-Essonnes-Cedico unter Vertrag genommen und fuhr dort ein Jahr. Danach fuhr er jeweils zwei Jahre für Festina-Lotus, TVM-Farm Frites, La Française des Jeux und für das Team Coast. Seit 2003 ist er bei CSC unter Vertrag. Michaelsen ist ein ausgezeichneter Fahrer auf Kopfsteinpflaster und ein guter Sprinter. Neben seinem fünften Platz bei Paris–Roubaix 2005 gewann er die Frühjahrsklassiker Gent–Wevelgem, GP Rik van Steenbergen und Paris–Bourges. Mit Etappensiegen konnte er bisher bei der Vuelta a España, der Dänemark-Rundfahrt, der Burgos-Rundfahrt, der Katar-Rundfahrt, der Hessen-Rundfahrt, der Tour de Georgia und bei den Vier Tagen von Dünkirchen glänzen. 2007 beendete er seine Karriere.

## Erfolge
1994
Paris–Bourges
1995
Gent–Wevelgem
1997
1 Etappe Vuelta a España
2000
GP Rik van Steenbergen
2004
CSC Invitational
2005
1 Etappe und Gesamtsieg Katar-Rundfahrt
2006
1 Etappe Tour de Georgia
| Personendaten    | Personendaten           |
| ---------------- | ----------------------- |
| NAME             | Michaelsen, Lars        |
| KURZBESCHREIBUNG | dänischer Radrennfahrer |
| GEBURTSDATUM     | 13. März 1969           |
| GEBURTSORT       | Kopenhagen              |